# Aleah Stanbridge
Aleah Liane Stanbridge (supranumită și Aleah Starbridge; n. 1 iulie 1976, Cape Town, Africa de Sud – d. 18 aprilie 2016, Örebro, Suedia) a fost o compozitoare și cântăreață de muzică rock și metal cunoscută în special ca solistă vocal a trupei Trees of Eternity, dar și pentru colaborarea cu trupele finlandeze Swallow the Sun și Amorphis. Vocea sa a fost descrisă drept „ciudată, slabă, aproape fantomatică” și „eterică”.

## Carieră
De origine sud-africană, Aleah Stanbridge s-a mutat în Suedia și a lansat, în 2007, un demo dark folk/gothic rock sub numele „Aleah”. În 2008, ea l-a cunoscut pe chitaristul Juha Raivio de la Swallow the Sun, care căuta o solistă pentru trupa sa, și cu care a format apoi un cuplu până la moartea ei. Tot în 2008, Starbridge a devenit solista unei formații obscure, That Which Remains, iar între 2009 și 2015 a cântat ca invitată pe anumite piese ale albumelor New Moon, Emerald Forest and the Blackbird și Songs from the North III (Swallow the Sun), precum și Under The Red Cloud (Amorphis). De asemenea, ea a realizat fotografiile de pe coperta albumului Songs from the North I, II & III. În 2012, artista a apărut în videoclipul piesei Cathedral Walls, interpretată de Swallow the Sun și Anette Olzon.
Aleah Stanbridge și Juha Raivio au înființat trupa Trees of Eternity în anul 2013, cu Stanbridge ca solistă și compozitoare. Trupa a lansat un demo în același an și a înregistrat piesele pentru un album complet, dar nu a apucat să-l lanseze. Pe 18 aprilie 2016, la ora 14:13, pagina de Facebook a trupei Draconian a anunțat decesul cântăreței, bolnavă de cancer. Știrea a fost preluată de mai multe magazine rock online și confirmată, două zile mai târziu, de partenerul lui Stanbridge, Juha Raivio.
Pe 11 noiembrie 2016, Raivio a strâns înregistrările de studio cu Stanbridge și a lansat postum albumul Trees of Eternity, pe care l-a intitulat Hour of the Nightingale (în română Ora privighetorii). 

## Discografie

### cu Aleah
- Demo Master (Demo, 2007)

### cu That Which Remains
- Solistă vocal începând din 2008[7]

### cu Trees of Eternity
- Black Ocean (Demo, 2013)
- Hour of the Nightingale (2016)

### colaborări
- cu Krister Linder – voci adiționale pe albumul Songs From The Silent Years (2015);[15]
- cu Omnimotion ‎– pe piesele Being, Days Of Silence și Elves Of Athoria (albumul Dream Wide Awake, 2006);[16]
- cu Swallow The Sun ‎– pe piesa Lights on the Lake (albumul New Moon, 2009); pe piesele Emerald Forest and the Blackbird și Labyrinth of London (Horror pt. IV) (albumul Emerald Forest and the Blackbird, 2012); în videoclipul Cathedral Walls de pe albumul Emerald Forest and the Blackbird; pe piesa Heartstrings Shattering (albumul Songs From The North I, II & III, 2015);
- cu Amorphis – pe piesele The Four Wise Ones și White Night (albumul Under The Red Cloud, 2015);
- cu Coph Nia – pe piesa Lashtal Lace (albumul Lashtal Lace, 2015);[17]